# Woman (canción de Kesha)
«Woman» es una canción grabada por la cantante y compositora estadounidense Kesha, estrenada el 13 de julio de 2017 en colaboración con el grupo The Dap-Kings Horns. El tema fue elegido para ser el primer sencillo promocional de su tercer álbum de estudio Rainbow (2017). Este es el segundo adelanto del álbum después de "Praying". Dicha canción tiene una vena country-infundida pero sin perder el sonido pop que caracteriza a la cantante, con la participación de instrumentos como el saxofón y el piano. El 23 de enero de 2018 la canción fue lanzada como el tercer sencillo oficial del álbum Rainbow.

## Antecedentes
El 22 de junio de 2017, un pedazo del vídeoclip de Woman fue filtrado en la red por Eli Marvos haciendo que muchos fanáticos de la cantante pensaran que este era el sencillo con el que Kesha regresaría después de cinco largos años sin publicar ningún trabajo discográfico.
Semanas después, el 5 de julio, se anunció que el tema "Praying" sería el primer sencillo del disco, dejando indiferentes a sus fanes que intentaron predecir la fecha de estreno del tema filtrado.
A horas del estreno del primer sencillo, la cantante anunció que publicaría un adelanto del álbum cada semana, entre el jueves y el viernes. Muchos pensaron que Woman podría estrenarse la semana siguiente ya que ya se había grabado el videoclip. Finalmente, el 12 de julio de 2017 se hizo público que el estreno de la canción sería al día siguiente.

## Composición
Notablemente más bailable que el primer sencillo, "Woman" se inspiró en un comentario machista que digo el presidente Donald Trump, el cual enfadó a Kesha y le hizo gritar "¡Soy una mujer, maldita sea!". Esta línea está incluida en toda la canción. Kesha escribió la pista del título en un teclado de juguete mientras estaba en rehabilitación. Se abre solo con voces y acordes básicos tocados en un piano.
Líricamente, la canción dice que lo que Kesha ha conseguido como mujer, sus joyas, sus metas etc, las ha conseguido ella, siendo mujer, dando a entender que las mujeres son fuertes y pueden ser tan poderosas, libres e independientes como las personas de género masculino. La canción generalmente, es de aspecto feminista.
El 12 de julio de 2017, Kesha comenta lo siguiente sobre el tema y el feminismo: "Siempre he sido una feminista, pero durante gran parte de mi vida me sentí como una niña tratando de entender las cosas. En los últimos años, me he sentido como una mujer más que nunca. Simplemente siento la fuerza y el asombro y el poder de ser mujer. Tenemos la llave de la humanidad. Decidimos si poblamos la Tierra, y si es así, con quién. Podríamos simplemente decidir no tener más hijos y la raza humana habría terminado. Eso es poder."

## Vídeo musical
El videoclip oficial de la canción, fue estrenado el 13 de julio de 2017 vía Rolling Stone y posteriormente fue publicado en las cuentas de VEVO y YouTube de la cantante. En él se puede ver a la cantante junto a la banda invitada en una gran fiesta que recuerda a los aspectos country de estados como Tennessee. El vídeo fue grabado en un bar en el estado de Delaware.
Kesha comentaba en una entrevista con Rolling Stone: "Para el video, mi hermano Lagan Sebert y yo lanzamos el rodaje juntos en aproximadamente una semana y lo rodamos mientras estaba de gira en Delaware. Encontramos una barra apropiadamente nombrada la barra de la extravagancia y hice un pedido a mis Creepies para salir de sus guaridas (y mi equipo que viaja de sus cámaras de la hibernación) y tiramos el rodaje junto el minuto pasado. Saundra Williams vino a Delaware para ser parte de la fiesta. Fue uno de esos proyectos donde sabía exactamente lo que quería y era más fácil hacerlo nosotros mismos que tratar de explicar mi visión a otro director. A veces, cuando las cosas son tan orgánicas y viscerales que sólo se unen y esta canción y el video son un producto de eso. Iba a bailar y gritar a los ángulos de la cámara. Me encantó."

## Historial de publicación
| Región  | Fecha               | Formatos                   | Discográfica |
| ------- | ------------------- | -------------------------- | ------------ |
| Mundial | 13 de julio de 2017 | Descarga digital Streaming | Kemosabe     |